# Прусс, Владимир Адольфович
Владимир Адольфович Прусс (нем. Johann Adam Woldemar Pruss, 1875, Витебск — 1935, Ленинград) — российский военный врач и преподаватель латышско-литовского происхождения, участник Первой мировой и Гражданской войн, главный врач Мариинского военного госпиталя в Хельсинки.

## Биография
Владимир (Вольдемар) Прусс родился в Витебске в семье прусского литовца Генриха Адольфа Прусса и латышки Анны Элизабеты Приеде. Отец — сын сельского учителя из деревни Скоментнен в Восточной Пруссии, иммигрировал в Российскую империю и устроился на Двинско-Витебскую железную дорогу, на рубеже веков был депутатом Витебской городской думы. Мать — дочь боцмана Карлиса Вилиса Приеде из Марупе, до выхода замуж также работала на железной дороге. Владимир был старшим из 13 детей, рождённых в их браке. Несмотря на балтийское происхождение, в семье говорили по-немецки.
В 1893 году закончил Витебскую классическую гимназию, в 1899 — Императорскую Военно-медицинскую академию в Санкт-Петербурге. Служил военным врачом в Плоцке, Борисове и родном Витебске. В 1904 году участвовал в Русско-японской войне, служил в Порт-Артуре. Вернувшись оттуда в Петербург, женился на Шарлотте фон Морр — дочери педагога латышско-немецкого происхождения Якова Мора, который в дальнейшем возглавил Царскосельскую гимназию.
Во время отпуска по случаю женитьбы Прусс получил дополнительное образование в Берлине. В 1913 году получил назначение на должность старшего военного врача 1-го Финляндского стрелкового полка, базировавшегося в Або. В 1914 году опубликовал книгу «Санитарная служба в бою» по материалам наблюдений, сделанных во время службы в Порт-Артуре. В период Первой мировой войны служил в Выборге и Двинске. В 1917 году был назначен на должность главного врача военного госпиталя в Гельсингфорсе.
Во время Гражданской войны Прусс служил в белых войсках помощником начальника санитарной части Мурманского района. В 1920 году эмигрировал с семьей в Таллин, где работал фельдшером. Спустя три года вернулся в Петроград, вскоре переименованный в Ленинград. В период жизни в Эстонии дружил с советским послом Леонидом Старком, который обеспечил ему безопасность по возвращении в СССР, дав хорошую рекомендацию. Письмо Старка о «лояльности» Прусса и оказанных им ценных услугах сохранилось в одном из архивов Петербурга.
После возвращения в СССР преподавал военную медицину, позднее работал в бюро рационализации и оптимизации на заводах оптического стекла и пищевой промышленности. Умер в 1935 году, похоронен на Смоленском лютеранском кладбище рядом с могилой тестя Якова Мора.

## Семья
В браке Владимира Прусса и Шарлотты фон Морр родилось трое детей — Владимир, Николай и Елена. Старший сын Владимир стал ученым и преподавателем, основателем кафедры истории в Атырауском университете. Николай работал учителем, в 1938 году был расстрелян в Воркуте по обвинению в контрреволюционной деятельности. Младшая дочь Елена была медсестрой, дожила до 1993 года в Санкт-Петербурге.
Репрессиям подвергся не только сын Владимира Прусса, но и двое его братьев — бывший латышский стрелок Федор (Теодорс) Адольфович Прусс был расстрелян как «организатор латышской националистической шпионской группы на московском заводе „Спортинвентарь“», а финансиста Вильгельма Адольфовича Прусса сослали в Караганду за эсерское прошлое.
Журналистка Ирина Прусс — внучка Владимира Адольфовича Прусса, ученый Валерий Любартович — его внучатый племянник.

## Публикации
- Прусс В. А. Санитарная служба в бою: оценка ее деятельности на основании опыта Русско-японской войны. — СПб.: В. Березовский, 1914. — 64 с.